# Боб Валентайн
Це стаття про футбольного арбітра. Про футболіста з таким же іменем і прізвищем див. статтю Боб Валентайн (футболіст)
Роберт Бонар «Боб» Валентайн (англ. Robert Bonar «Bob» Valentine, нар. 10 травня 1939) — колишній шотландський футбольний арбітр. Арбітр ФІФА у 1977—1989 роках.

## Кар'єра
З 1971 року обслуговував матчі вищого дивізіону Шотландії, був головним арбітром фіналів Кубка Шотландії 1977 та 1984 років та Кубка ліги 1984 року.
У 1980 році він був включений до списку суддів до футбольного турніру на Олімпіаді в СРСР, де судив два матчі, в тому числі гру за 3-тє місце між СРСР та Югославією (2:0). Також працював на молодіжному чемпіонаті світу 1981 року в Австралії, відсудивши три гри, в тому числі один із півфіналів.
Найбільш відомий тим, що відсудив два матчі на чемпіонаті світу 1982 року в Іспанії: сумнозвісний матч групового етапу між Західною Німеччиною та Австрією, що став відомим як «Хіхонська ганьба» через ймовірно договірний характер гри, а також матч другого туру між Польщею та СРСР. Він також був одним з лайнсменів (іншим був Бруно Галлер) у півфіналі між Францією та Західною Німеччиною на «Рамон Санчес Пісхуан» у Севільї. Той матч за свою красу та інтригу отримав назву «Ніч в Севільї» і став першим в історії чемпіонатів світу, де переможець визначився в серії пенальті.
Згодом він працював на Євро-1984, відсудивши матч між Францією та Бельгією на «Стад де ла Божуар» в Нанті, а також на Євро-1988, будучи головним арбітром гри між Західною Німеччиною та Данією на «Паркштадіоні» у Гельзенкірхені.
Між чемпіонатами Європи працював на головних клубних єврокубкових змаганнях, зокрема у 1986 році обслужив другий фінальний поєдинок Кубка УЄФА між «Кельном» та «Реалом» (2:0), а наступного року відсудив перший фінальний матч Суперкубка Європи між «Аяксом» та «Порту» (0:1).
Після завершення суддівської кар'єри став керівником суддівського комітету Шотландської ФА.